# Zvjezdarnica Arecibo
Zvjezdarnica Arecibo (eng. Arecibo Observatory) se nalazi pokraj mjesta Arecibo u Portoriku. Izgrađena je u razdoblju između 1960. i 1963. godine. 
Zvjezdarnica Arecibo djeluje kao američki Nacionalni centar astronomije i ionosfere (National Astronomy and Ionosphere Center (NAIC)) i njome upravlja američko Sveučilište Cornell.
U zvjezdarnici se nalazi najveći radio teleskop na svijetu. Njegov tanjur u promjeru mjeri 305 metara. Radio teleskop u Arecibu je jedinstveno izveden kako bi tražio signale vanzemaljskog života usredotočujući se prema tisućama zvjezdanih sustava u dometu od 1,000 do 3,000 MHz. Takvi signali jos nisu nađeni. U zvjezdarnici se osim radio teleskopa, nalazi radar za istraživanje Sunčevog sustava.
Neka druga bitna astronomska okrića su se dogodila u Arecibu, a upotrebljavan je i u svrhe vojne špijunaže u vrijeme hladnog rata.
Danas su svi rezultati istraživanja u Arecibu dostupni javnosti. 
10. kolovoza 2020. godine, slomljeni potporni kabel prouzrokovao je štetu na teleskopu, uključujući i rešetku dugu 100 stopa u tanjuru s reflektorima.  

## Poruka iz Areciba
16. studenog 1974. iz Areciba je poslana radio poruka u svemir i na taj se način obilježio rad na usavršavanju radio teleskopa. Poruku je u osmislio Dr. Frank Drake a napisana je binarnim brojevima.

## Zvjezdarnica Arecibo u popularnoj kulturi
Zvjezdarnica Arecibo je bila lokacija kod snimanja više filmova kao što su neki od filmova James Bonda, film Kontakt, TV serija Dosjei X, i drugi. 
Radio teleskop Arecibo je 1999. započeo skupljati podatke za projekt SETI@home. 

## Vanjske poveznice
- Google karta Radio teleskopa Arecibo
- Zvjezdarnica Arecibo službene stranice